# Hinter den Kulissen von Paris
Singles de Mireille Mathieu
Tarata-Ting, Tarata-Tong
(1969)
Hinter den Kulissen von Paris est une chanson allemande de la chanteuse française Mireille Mathieu sortie en 1969 en Allemagne chez Ariola. Elle se trouve sur le tout premier 45 tours en allemand de cette artiste. En français cela veut dire derrière les coulisses de Paris. Cette chanson devient son tout premier grand succès en Allemagne et sera reprise dans beaucoup de compilations de la chanteuse outre-Rhin.

## Crédits du 45 tours
Mireille est accompagnée par :
- le grand orchestre de Christian Bruhn pour Hinter den Kulissen von Paris et Martin[3].

## Reprises
Cette chanson, qui deviendra un grand succès en Allemagne et en Autriche, connaîtra une version en français sous le titre L'amour de Paris mais aussi une version en anglais avec le titre Underneath the bridges of the Seine. 
Mireille Mathieu enregistrera de nouveau cette chanson en 2013 pour l'album Wenn mein Lied deine Seele küsst.

## Publication dans le monde
Le 45 tours connaîtra plusieurs publications dans différents pays du monde :
| Pays            | Maison de disques                   | Date de sortie |
| --------------- | ----------------------------------- | -------------- |
| Allemagne Ouest | Ariola (Référence Ariola 14 285 AT) | 1969           |
| Allemagne Est   | Amiga (Référence Amiga 4 50 683)    | 1969           |
| France          | Barclay (Référence Barclay 61 064)  | 1969           |

## Classements
| Pays              | Meilleure position | Certification | Ventes |
| ----------------- | ------------------ | ------------- | ------ |
| Allemagne         | 5                  |               |        |
| Autriche          | 4                  |               |        |
| Belgique Flandres | 5                  |               |        |
| Pays-Bas          | 15                 |               |        |